# Adrião Acácio da Silveira Pinto
Adrião Acácio da Silveira Pinto (Porto, 1792 — Lisboa, 23 de março de 1868) foi um oficial general de Infantaria do Exército Português que se destacou como administrador colonial, tendo exercido os cargos de governador de Macau entre 1837 e 1843 e de governador-geral da Província de Angola entre 1848 e 1851, e de deputado às Cortes.

## Biografia
Com o posto de major, no dia 23 de Fevereiro de 1837, tomou posse do cargo de governador e capitão-geral de Macau, cargo para que fora nomeado em 4 de março de 1836 e no qual se manteria até 1843. Foi empossado no cargo de governador na Fortaleza do Monte, como costume, a 23 de fevereiro de 1837. Teve pela frente o Senado e o ouvidor unidos e, por influência externa, sentiu em Macau as implicações da I Guerra do Ópio. O Superintendente britânico na China, Sir Charles Elliot, pediu abrigo, em Macau, várias vezes. Abrigo e residência como base comercial. Silveira Pinto cedeu, com a condição dos ingleses não comerciarem ópio. É a época em que o Comissário visita Macau e se reúne com as forças vivas. É a época do nascimento de Vitória - Hong Kong. É um período sensível, conturbado, em que a própria China quer evitar a entrada de ópio e de estrangeiros no Império.
Após o seu mandato, em 2 de Outubro de 1843 Adrião Acácio da Silveira Pinto, foi nomeado pelo governador José Gregório Pegado, em sessão do Senado de 10 de Outubro de 1843, para tratar com os comissários chineses, no sentido de se melhorarem as condições da existência política deste estabelecimento. Seguiu para Cantão no brigue de guerra Tejo, do comando do capitão-tenente Domingos Fortunato de Vale. Agregaram-se a esta missão, o Procurador da Cidade João Damasceno Coelho dos Santos e o intérprete interino José Martinho Marques. Em 23 de Março de 1868, foi nomeado embaixador de Portugal para tratar com os plenipotenciários chineses sobre o estabelecimento de Macau.